# واژانی ناد لیتاوو
واژانی ناد لیتاوو (به چکی: Vážany nad Litavou) یک منطقهٔ مسکونی در جمهوری چک است که در شهرستان ویشکوف واقع شده‌است.
 واژانی ناد لیتاوو ۷٫۰۲ کیلومتر مربع مساحت و ۶۹۶ نفر جمعیت دارد و ۲۱۱ متر بالاتر از سطح دریا واقع شده‌است.